# Hilario Prádanos
Hilario Prádanos Negro (Valladolid, 14 de enero de 1828-Valladolid, 28 de junio de 1889) fue un compositor y maestro de capilla español.

## Biografía
Durante el siglo XIX la catedral de Valladolid seguía siendo un foco de creación musical importante y uno de los personajes vinculados a la institución catedralicia fue Hilario Prádanos, que recibió su primera formación como niño de coro del maestro de capilla Antonio García Valladolid, al mismo tiempo que seguía la carrera eclesiástica. De aquel maestro, Prádanos tomó el gran estilo orquestal y ampuloso de principios de siglo.
El 1848 consiguió la plaza de maestro de capilla y organista de la parroquia de San Juan de Nava del Rey. En 1850 pasó por Madrid, donde completó sus estudios con Hilarión Eslava y de este adoptó los aires de reforma de la música religiosa. En 1852 ganó por oposición el magisterio de la catedral de León.
El 1859, también por oposición, se le concedió la plaza de maestro de capilla de la basílica de Pilar en Zaragoza, cuando Benigno Cariñena, que había ganado las oposiciones, renunció al cargo por no querer ordenarse. Se mantuvo en el cargo hasta 1882, teniendo entre sus muchos alumnos a Justo Blasco Compans; ese mismo año, 1882, renunció al magisterio, quedándose en la misma sede como beneficiado de gracia.
Finalmente volvió como beneficiado de la catedral de Valladolid, donde colaboró con la capilla de música y donde murió siendo canónigo de la catedral. Además, en la ciudad castellana fundó una de las primeras academias musicales de interés profesional.

## Obra
Compuso muchas obras religiosas, que se conservan y todavía alguna se ejecuta en las catedrales donde fue maestro. Algunas de ellas figuran en la colección publicada por Eslava con el título de Lira sacro-hispana.